# Economía de Angola
La economía de Angola se ve marcada por un lado, por el gran potencial económico del que dispone el país y a la vez por la recuperación de la larga guerra civil que azotó este país entre 1975 y 2002.
Actualmente, Angola se encuentra posiblemente en una situación económica única en su historia. Gracias al potencial que le proporciona sus reservas de petróleo, el país ha crecido una media del 11,1% anual en el periodo entre 2000 y 2010. El boom del petróleo, ha propiciado también unas tasas de crecimiento elevadas en los sectores económicos no vinculados con el petróleo.
Sin embargo, a pesar de gozar de unos buenos indicadores de crecimiento en los últimos años, la clasificación del país en los índices internacionales de desarrollo humano (posición 148ª del mundo IDH y 54,8% de la población en pobreza extrema) no es buena, lo que pone de manifiesto que la riqueza petrolera está concentrada en unos pocos miembros de la elite política, mientras que la mayoría de la población se encuentra sumida en la más absoluta pobreza. Muestra de este contraste, en 2009, la capital angoleña (Luanda), desbancó a Tokio como la ciudad más cara del mundo, mientras que dos tercios de la población vivían con menos de dos dólares al día.
Angola cerró con el FMI un acuerdo que concluyó en marzo de 2012, para financiar ajustes macroeconómicos y contribuir al aumento de sus reservas internacionales. Los compromisos angoleños se concretaron en un ajuste fiscal, política monetaria restrictiva y reforzamiento del sistema bancario y financiero local. El importe de dicha facilidad financiera fue de 858,9 millones de DEG, equivalentes a 1400 millones de dólares.

## Comercio exterior
En 2020, el país fue el 59° exportador más grande del mundo (35,6 millones de dólares en bienes, 0,2% del total mundial). En términos de importaciones, en 2016, fue el 71° mayor importador del mundo: US $ 19.6 mil millones.

## Sector primario

### Agricultura
Angola produjo, en 2018:
- 8,6 millones de toneladas de mandioca (octavo productor mundial);
- 3,5 millones de toneladas de banano (séptimo productor mundial, o décimo, si lo consideramos junto con "plantain");
- 2,2 millones de toneladas de maíz;
- 1,2 millones de toneladas de batata (décimo productor mundial);
- 806 mil toneladas de patata;
- 597 mil toneladas de piña (13º productor mundial);
- 572 mil toneladas de caña de azúcar;
- 355 mil toneladas de repollo;
- 314 mil toneladas de frijoles;
- 280 mil toneladas de aceite de palma;
- 154 mil toneladas de maní;

Además de producciones más pequeñas de otros productos agrícolas.

### Ganadería
En ganadería, Angola produjo, en 2019, 23 mil toneladas de miel (16o mayor productor mundial), 136 mil toneladas de carne de cerdo, 98 mil toneladas de carne de vacuno, 49 mil toneladas de carne de pollo, 219 millones de litros de leche de vaca, entre otros.

## Sector secundario

### Industria
El Banco Mundial enumera los principales países productores cada año, según el valor total de la producción. Según la lista de 2019, Angola tenía la 96a industria más valiosa del mundo (3.800 millones de dólares).
Las principales industrias del territorio son el procesamiento de oleaginosas, cereales, carne, algodón y tabaco. También es de destacar la producción de azúcar, cerveza, cemento y madera, además de refinado de petróleo. Entre las industrias que se destacan se encuentran neumáticos, fertilizantes, celulosa, vidrio y acero. El parque industrial está alimentado por cinco plantas hidroeléctricas, las cuales tienen un potencial energético superior al consumo.

### Energía
En energías no renovables, en 2020, el país fue el 16 mayor productor de petróleo del mundo, extrayendo 1,25 millones de barriles / día. En 2011, el país consumió 80.000 barriles / día (el 84o consumidor más grande del mundo). El país fue el décimo exportador de petróleo más grande del mundo en 2018 (1,42 millones de barriles / día). En 2015, Angola fue el 68.º productor mundial de gas natural, con una producción casi nula. El país no produce carbón.

### Minería
Aunque no se encuentra entre los mayores productores de minerales del mundo, Angola es rica en minerales, especialmente diamantes y mineral de hierro; también tiene depósitos de cobre, manganeso, fosfato, sal, mica, plomo, estaño, oro, plata y platino. Las minas de diamantes están ubicadas cerca de Dundo, en la provincia de Lunda Norte. En 1975 se localizaron depósitos de uranio cerca de la frontera con Namibia. 

### Turismo
En 2017, Angola recibió 0,26 millones de turistas internacionales. Los ingresos por turismo este año fueron de $ 0,8 mil millones.

## Sectores de actividad

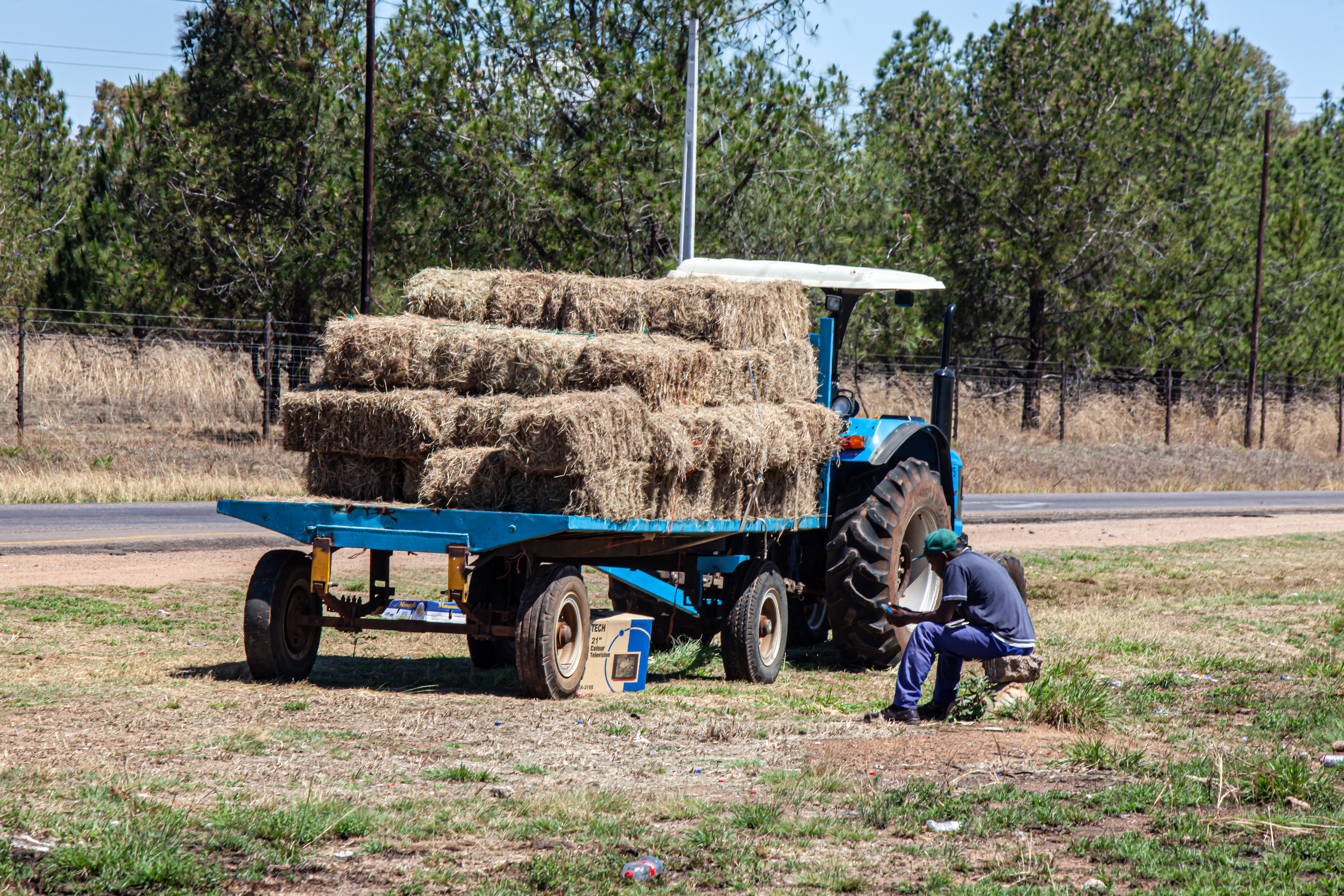
Pequeña agricultura comercial

El 2010, las industrias extractoras, petróleo, gas y diamantes fundamentalmente, representaban el 48,4% del PIB, la agricultura el 11%, las manufacturas el 6,5% y la construcción el 6,2%.

## Historia de la moneda
A pesar de que Angola era rica en marfil, cobre y oro, en la antigüedad la circulación de monedas de plata en este país siempre fue escasa. De esta forma durante el reinado de José I de Portugal, el panorama monetario era tan adverso, que se debió importar de Brasil las piezas de cobre que eran reselladas con un escudete para luego circular por el doble de su valor. Las piezas de plata que circulaban en este territorio eran las españolas de todos los valores, ya que las libranzas extendidas por el gobierno de Angola no tenían ningún tipo de respaldo metálico ni en oro ni en plata. Por esta razón Francisco de Sousa Coutiño pidió permiso al rey para resellar las piezas circulantes, permiso que le fue concedido hasta la entrada de las nuevas remesas de plata en 1770. Varios fueron los “carimbos” que sirvieron para este fin y presentaban un aspecto “grosero” del punzón. A la muerte del rey José I, María I continuó la misma política monetaria para Angola, dejando entrar un gran número de monedas españolas con el objetivo de reactivar el comercio de esclavos. Dicho comercio era desarrollado por los ingleses en el territorio de Cabinda. Miguel Antonio de Melo, gobernador de Angola en 1797, nos brinda una cumplida información sobre la circulación monetaria, en donde se continúa resellando sobre piezas de cobre y plata hasta 1898. Existen muchas variantes en los punzones.